# Tachyrhynchus reticulatus
Tachyrhynchus reticulatus là một loài ốc biển, là động vật thân mềm chân bụng sống ở biển thuộc họ Turritellidae.

## Miêu tả
Độ dài vỏ lớn nhất ghi nhận được là 24.8 mm.

## Môi trường sống
Độ sâu nhỏ nhất ghi nhận được là 3 m. Độ sâu lớn nhất ghi nhận được là 2277 m.